# كحلاء
الكحلاء  أو ساق الحمام أو رجل الحمام أو خس الحمار أو شجرة الدم أو حِـنّـا الغول أو الشنجار أو الحنائية أو الحُمَيراء جنس نباتي يتبع الفصيلة الحمحمية ويضم حوالي خمسين نوعاً ينمو معظمها في الوطن العربي وخاصة في المشرق العربي.

## من أنواع الكحلاءالواطنةفي الوطن العربي
- الكحلاء الأجمية (باللاتينية: Alkanna maleolens) في بلاد الشام
- الكحلاء الجليلية (باللاتينية: Alkanna galilaea) في بلاد الشام
- الكحلاء داكنة الأوراق (باللاتينية: Alkanna prasinophylla) في بلاد الشام
- الكحلاء الغثة (باللاتينية: Alkanna strigosa) في بلاد الشام
- كحلاء كوتشي (باللاتينية: Alkanna kotschyana) في بلاد الشام وتركيا
- الكحلاء المحيرة (باللاتينية: Alkanna confusa) في بلاد الشام
- الكحلاء المشرقية (باللاتينية: Alkanna orientalis) ويتبعها نويعا:

- كحلاء مشرقية نويع المشرقية (باللاتينية: Alkanna orientalis (L.) Boiss. subsp. orientalis) في بلاد الشام
- كحلاء مشرقية نويع كاملة الأوراق (باللاتينية: Alkanna orientalis subsp. integrifolia) في بلاد الشام

- الكحلاء المصبوغة (باللاتينية: Alkanna tinctoria) في بلاد الشام ومصر والمغرب العربي
- الكحلاء ملساء الثمار (باللاتينية: Alkanna leiocarpa) في بلاد الشام
- الكحلاء الهلباء (باللاتينية: Alkanna hirsutissima) في بلاد الشام

## من أنواعها الأخرى
- الكحلاء الشايبة (باللاتينية: Alkanna incana) في تركيا
- الكحلاء قلبية الأوراق (باللاتينية: Alkanna cordifolia) في تركيا
- الكحلاء كبيرة الثمار (باللاتينية: Alkanna megacarpa) في تركيا
- الكحلاء المشعرة (باللاتينية: Alkanna hispida) في تركيا
- الكحلاء اليونانية (باللاتينية: Alkanna graeca) في اليونان وبلغاريا